# Anjo de Monteverde

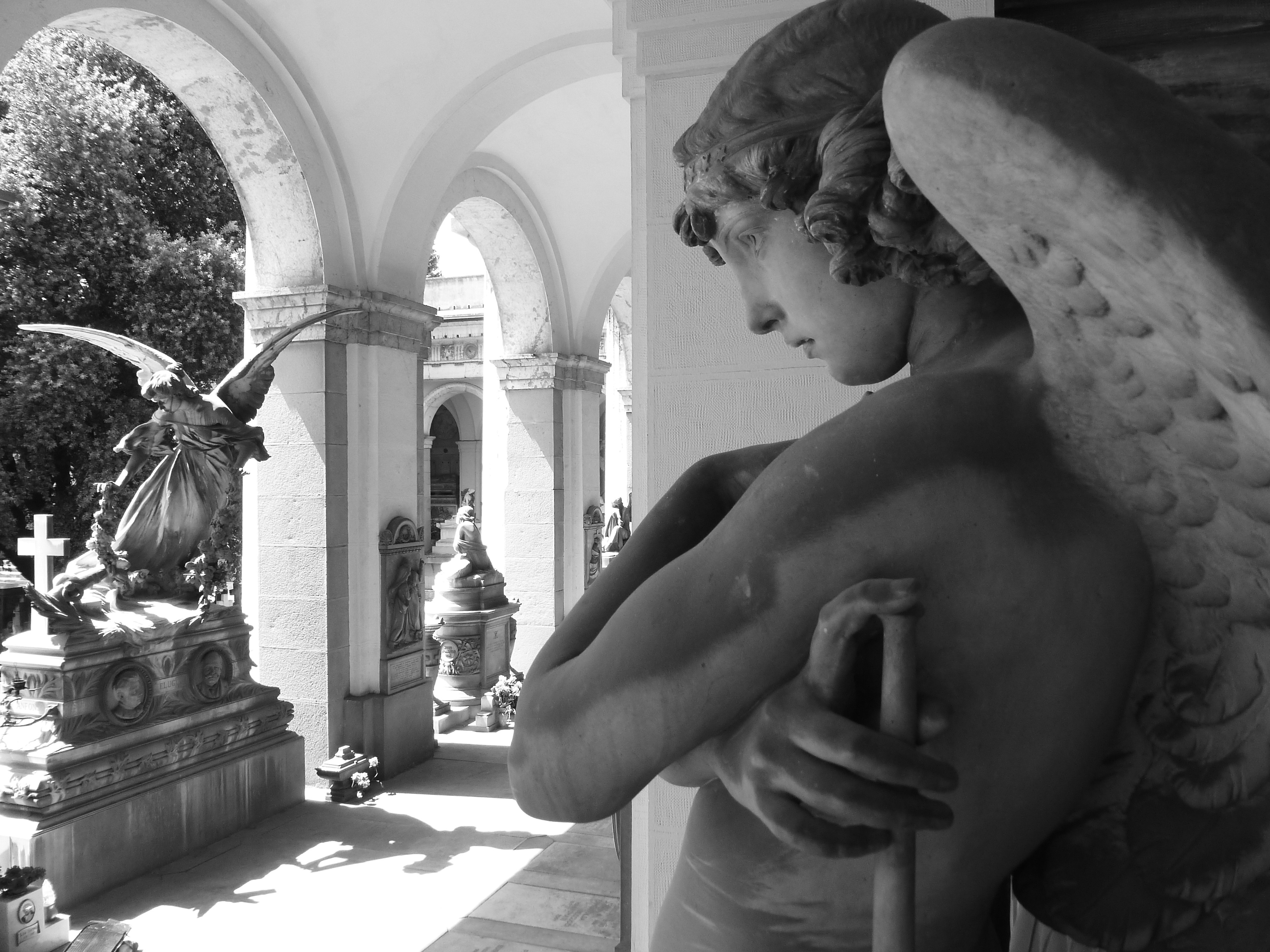
Giulio Monteverde, Oneto Tomb, Monumental Cemetery of Staglieno, Genoa

O Anjo Monteverde ou Anjo da Ressurreição (italiano Angelo di Monteverde e Angelo della Resurrezione) é uma obra-prima da escultura religiosa neoclássica, criada em mármore em 1882 pelo artista italiano Giulio Monteverde (1837-1917).
A estátua guarda o túmulo da família Oneto no cemitério de Staglieno em Gênova, norte da Itália. É uma das obras mais famosas do escultor italiano neoclássico Giulio Monteverde e foi encomendada por Francesco Oneto, presidente da Banca Generale, em homenagem a membros falecidos de sua família.
Retratando um anjo pensativo com asas longas e ricamente detalhadas, é reconhecida como uma das esculturas mais belas e sensuais do gênero, para a qual Monteverde contribuiu com outras importantes obras neoclássicas.
Uma foto da obra está na capa da publicação Camposanto Di Genova. O livrinho chama a obra de "uma verdadeira obra-prima" e afirma: "O Anjo, que guarda a urna, é admirado pela modelagem perfeita dos braços, pescoço e cabeça, a expressão profunda e suave de dor que aparece em suas feições; ela segura uma trombeta em sua mão direita, como se estivesse pronta para soar no dia do juízo final”. 

## Galeria

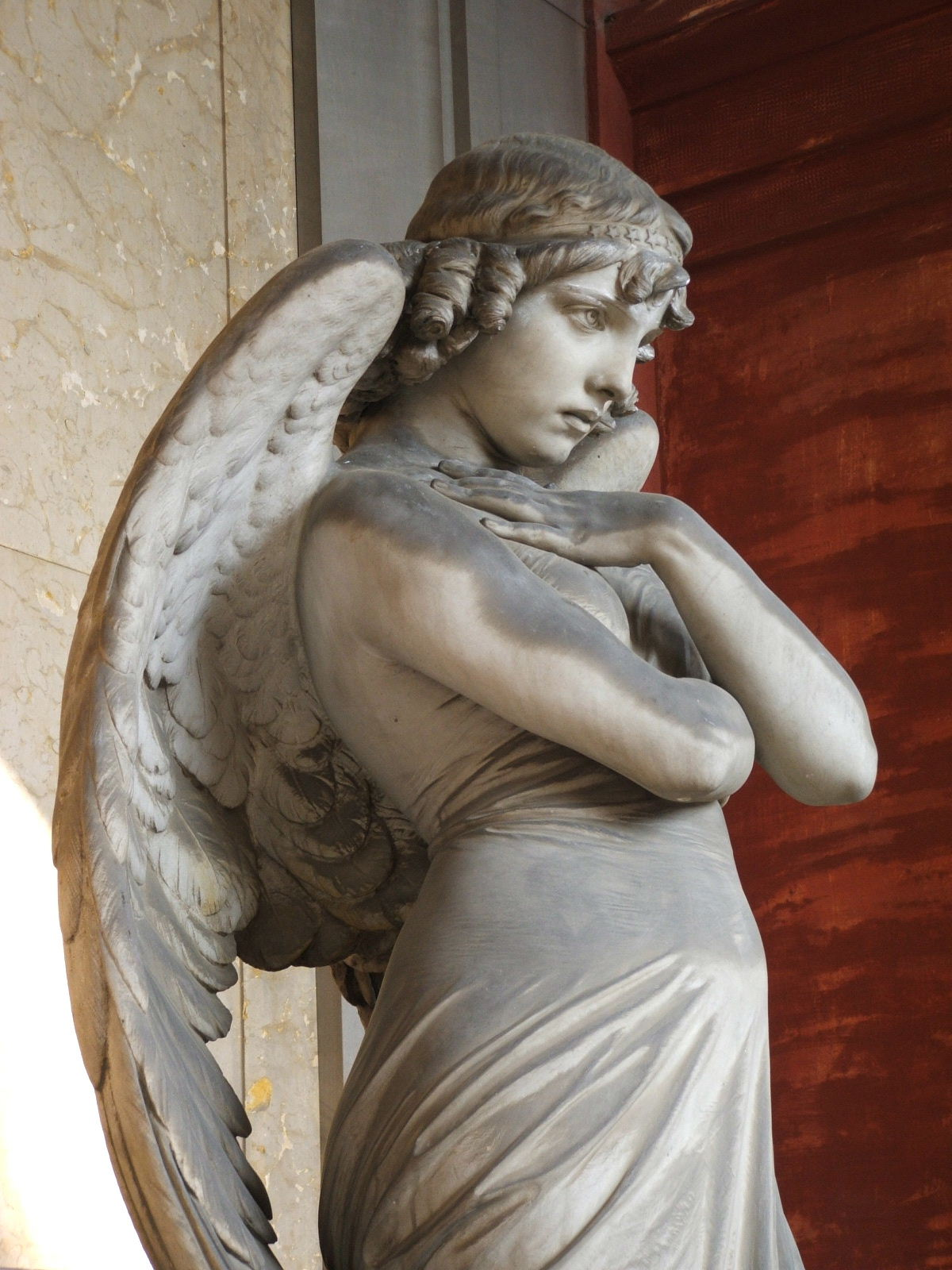
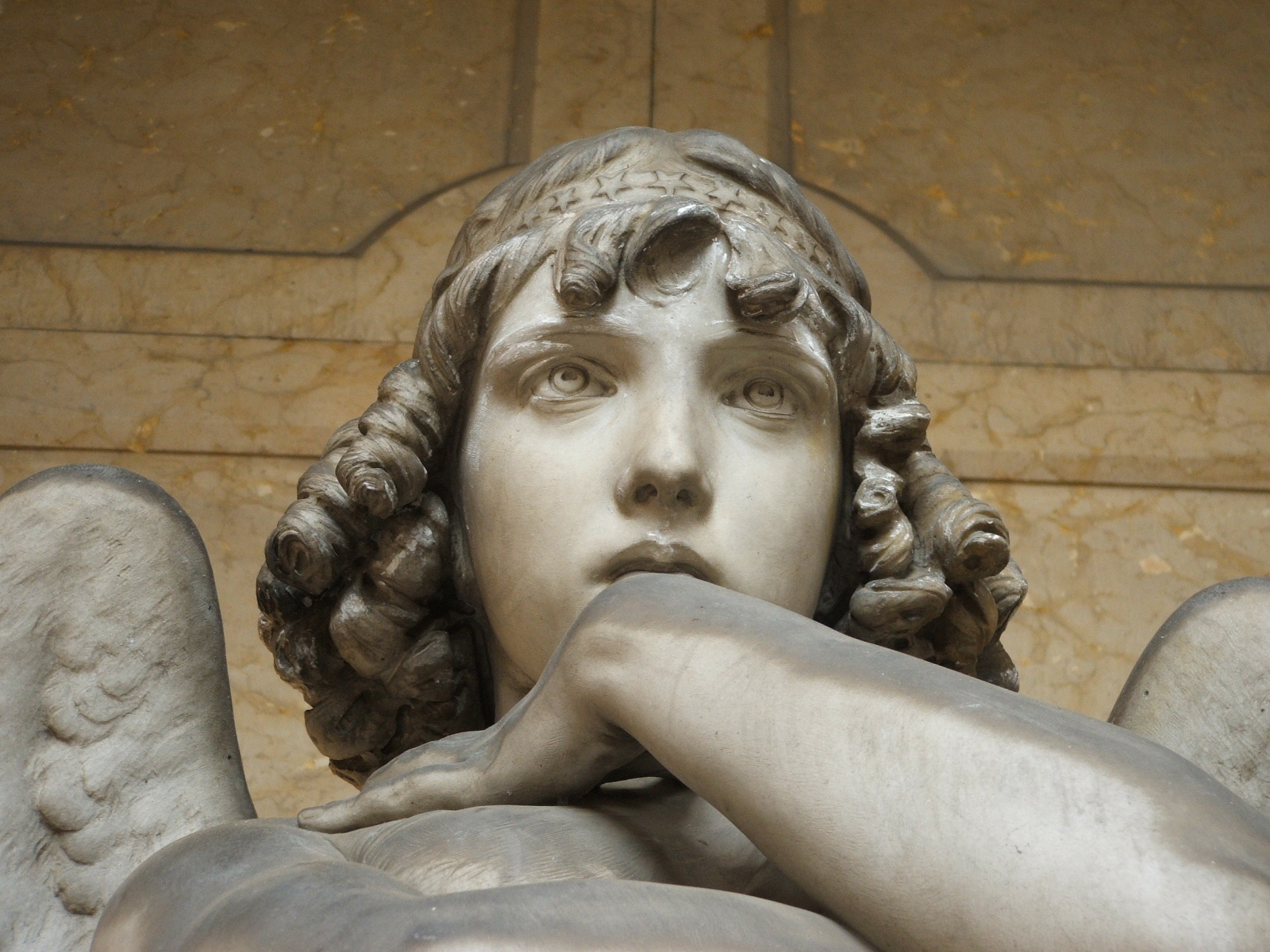
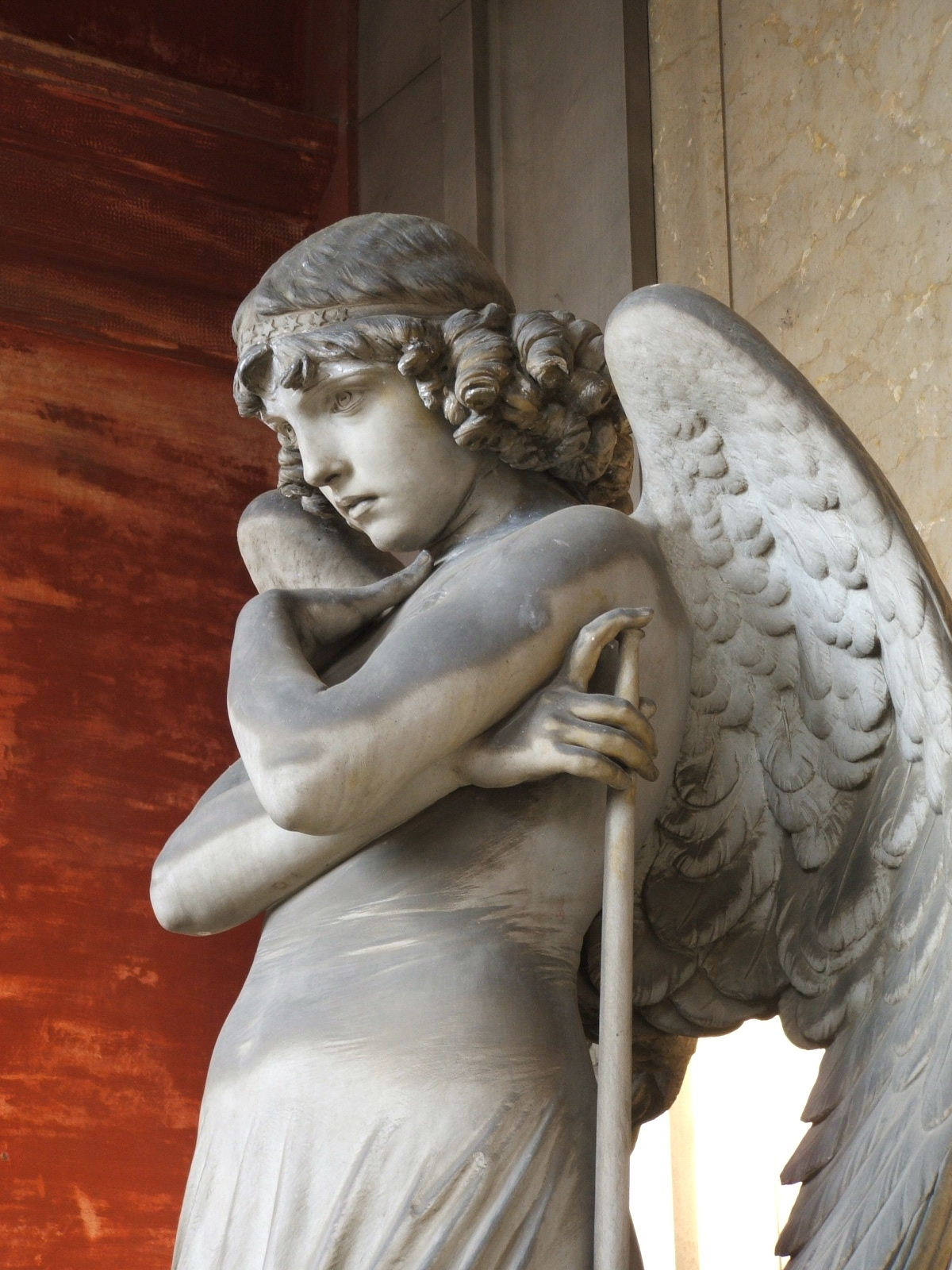
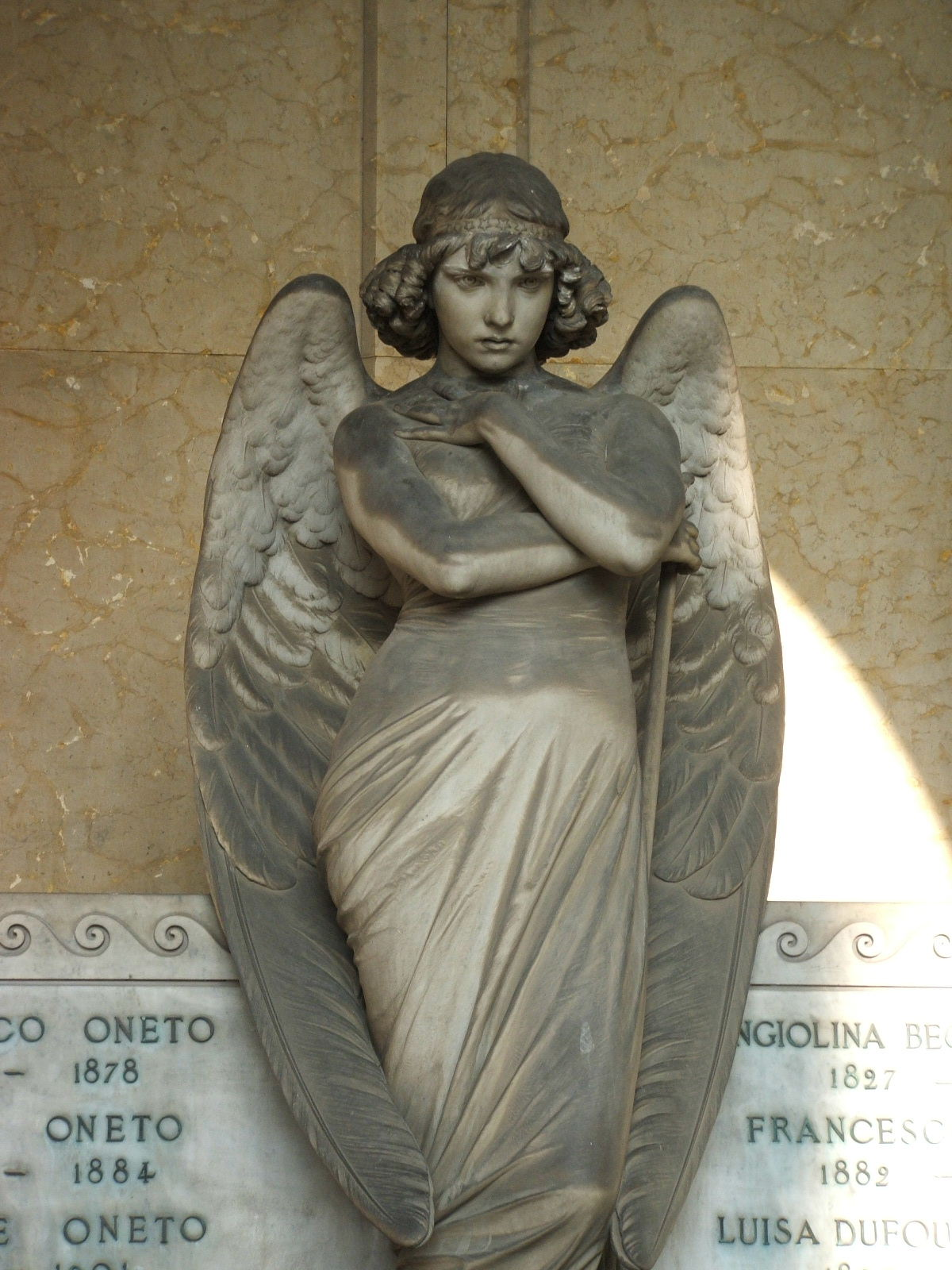
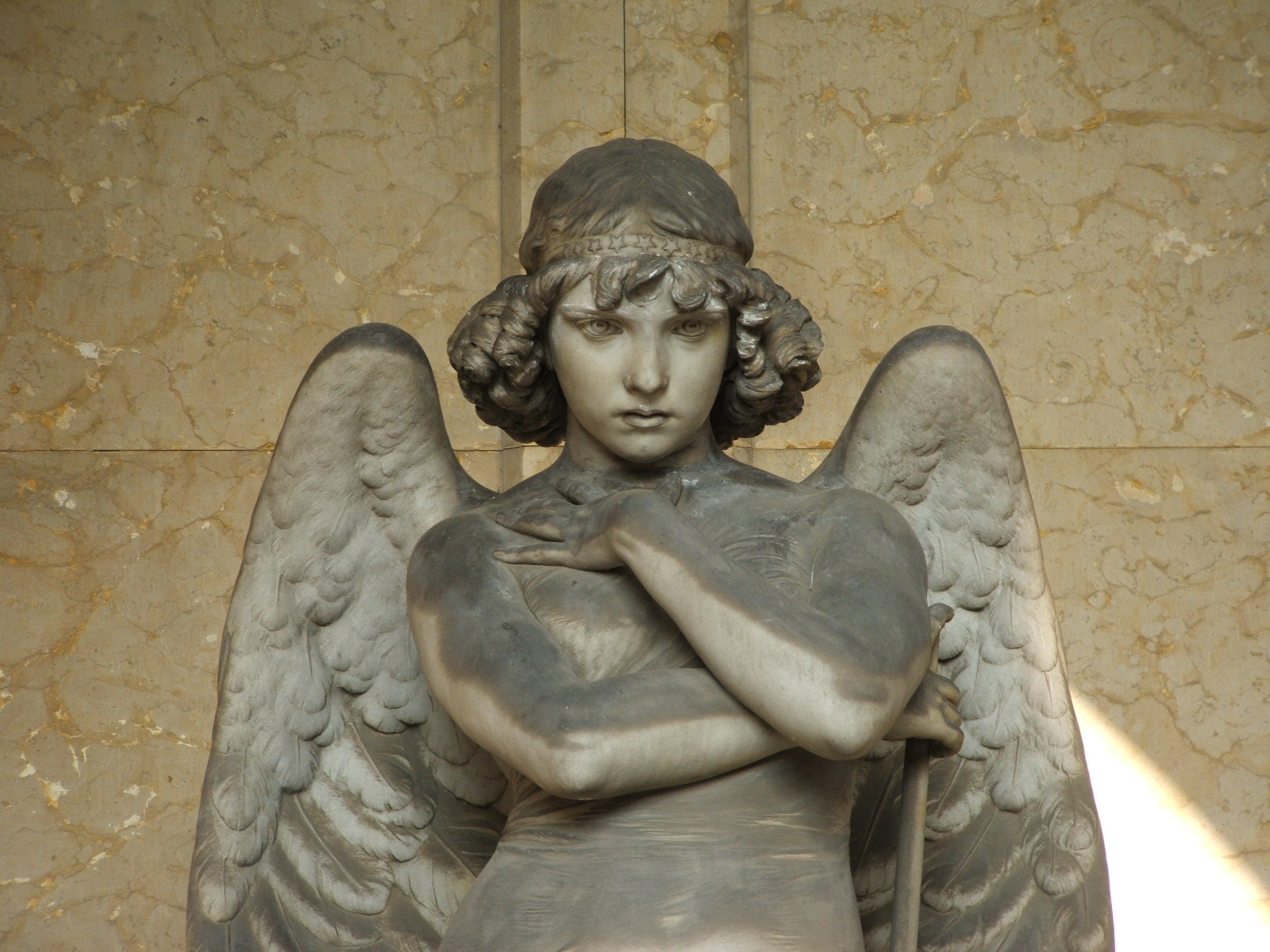
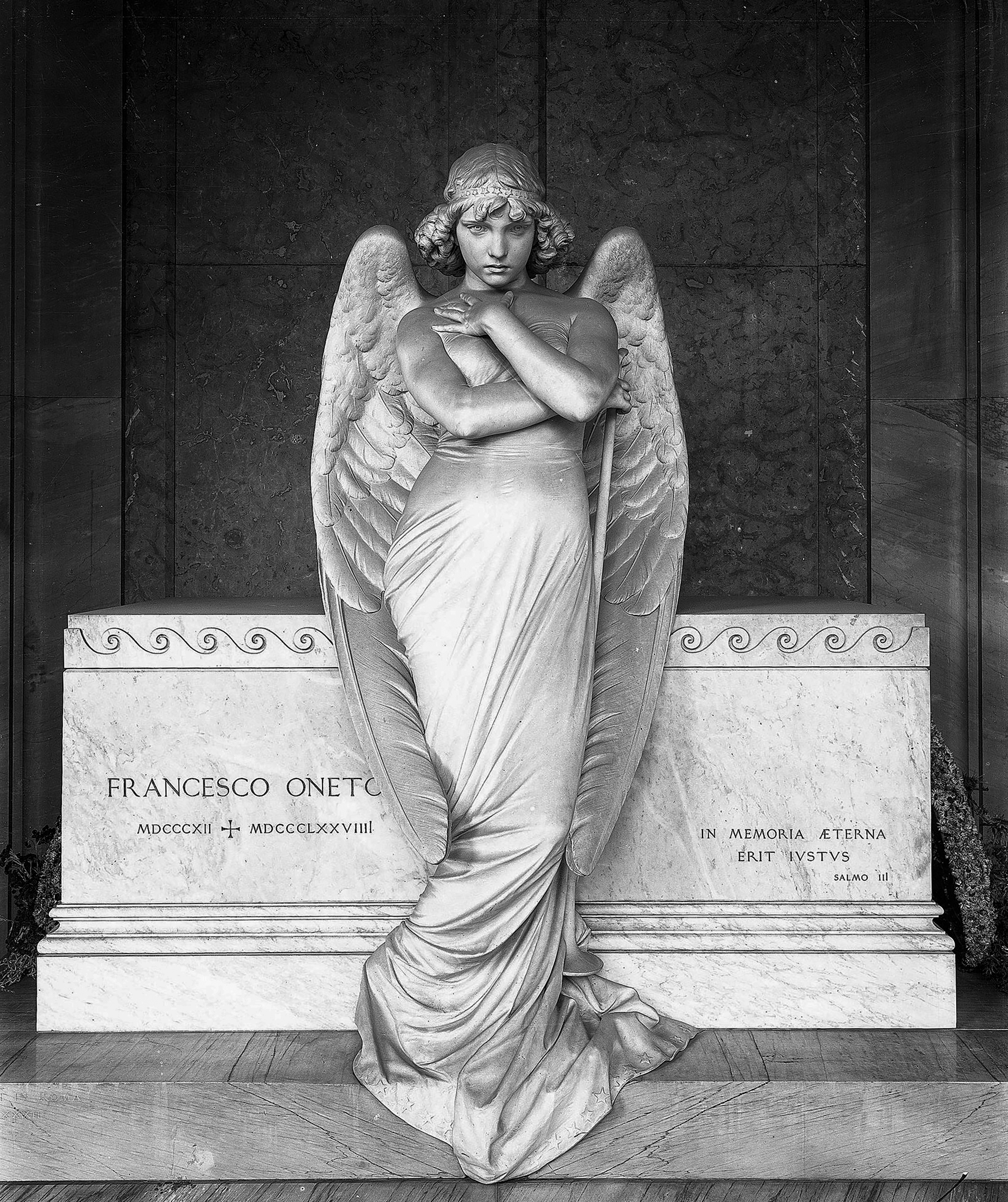
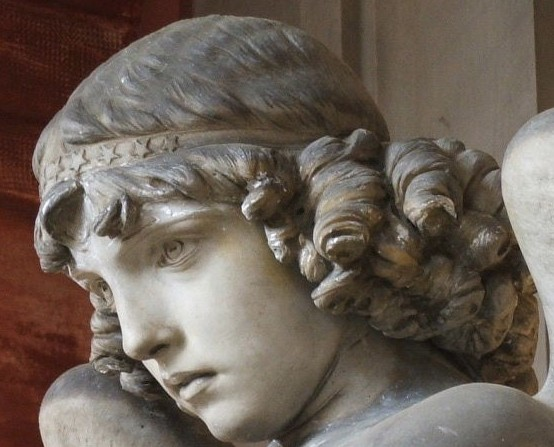
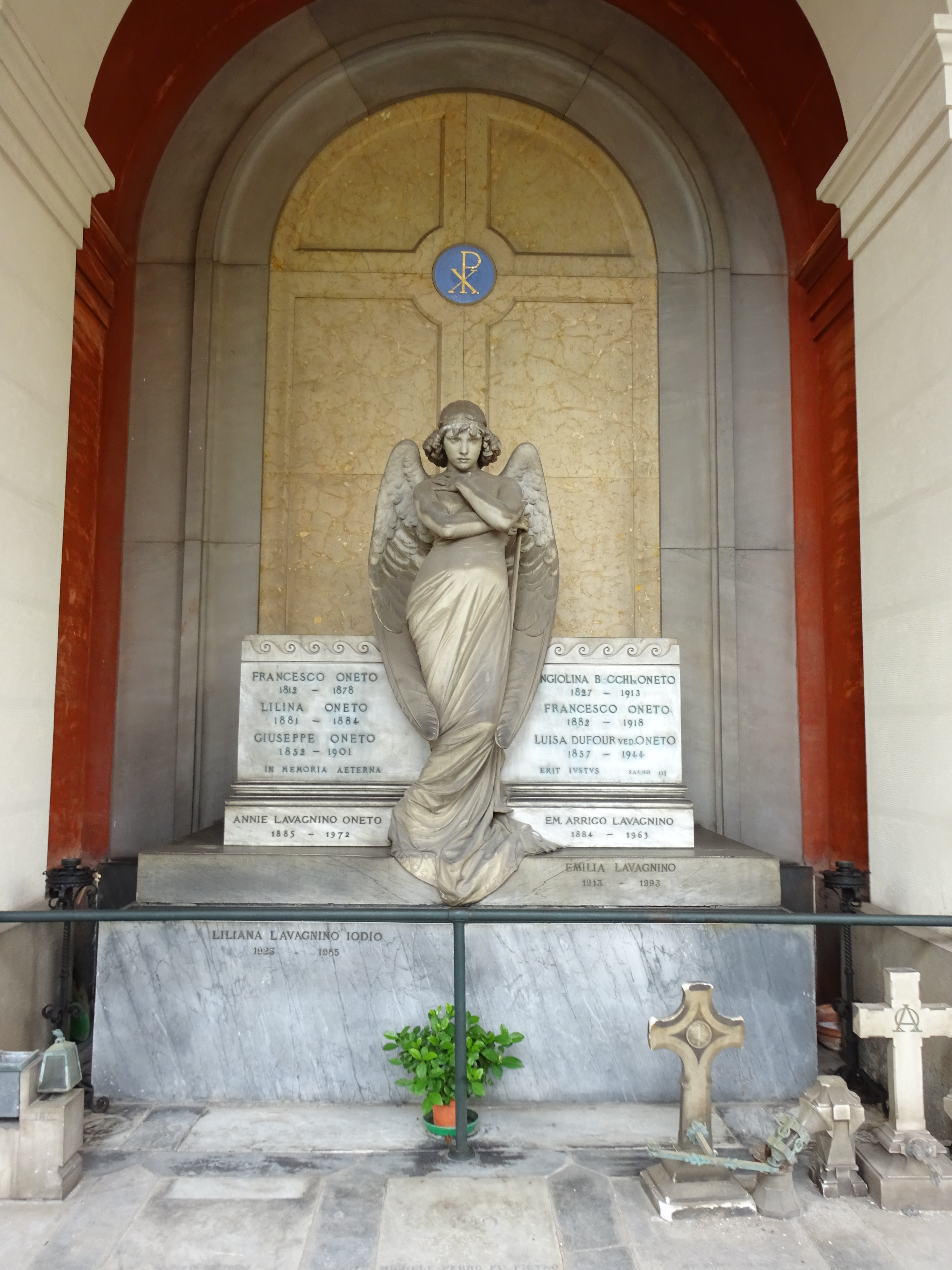